# ブリスキー・ザ・ベアー
ブリスキー・ザ・ベアー（BRISKY THE BEAR、通称：B・B）は、日本プロ野球球団・北海道日本ハムファイターズのマスコットキャラクター。2004年から2017年までファイターズのメインマスコットを務め、2018年以降は基本的にグラウンドを卒業、「みらい大志」として地域活動を行っている。熊をモチーフとしていて、モヒカン頭が特徴である。
以下は通称であるB・Bで表記する。

## 特徴
名称の「ブリスキー」は英語で「元気」「活発」といった意味合いで、命名者は友人のアメリカ人と函館山に登った際、友人が「冷えた空気が心地良い」といった意味合いで「Brisk」の感想を発していた事に着想を得て考案したと述懐しており、球団は「札幌の爽やかな風の中で元気に活躍するのに最適」との制定理由を述べている。また略称のB・Bは「ビッグベア」「ブラックベア」「ビッグバンベア」といった他の応募候補やヒグマの英名「ブラウンベア」の略を兼ね備えたものとしている。
背番号212は、日本ハムが本拠地を札幌ドームに移した2004年時点での北海道の市町村総数であり、「どさんこワイド212」などの当時のローカル番組のタイトルにも使用されるなど北海道を象徴する数字である。現在は平成の大合併により2009年10月5日時点で北海道の市町村総数は179まで減少しているが、「移転当初の自治体数が212である事を意味する」との球団の方針や、ファンからの「212を付け続けて欲しい」という要望が多かったためか背番号の変更は行っていない。
12球団のマスコット随一とも言われるファンサービスの熱心さで知られている。例えば、試合中や試合前後には必ずファンに対して長時間のグリーティングを行い、他球団マスコットとも積極的にマスコット交流を行っている。また、オフシーズンを中心に、シーズン中でもチームの遠征中などにはこまめに各地のイベントや幼稚園・保育園などを訪問している。
更に2006年からは「212物語」と題して球団の北海道移転当時の212市町村を数年間かけて全て訪問するプロジェクトを開始し日本ハム主催公式戦内でのVTRとして放映。同年2月から紋別市を皮切りにロケを開始し、2015年9月23日対ソフトバンク戦で放映の札幌市編をもって212市町村の訪問を達成した。
B・Bのマスコット活動の最も特徴的な点として、ファイターズの球団公式サイト内に自ら綴っていた「B・Bコラム」というコーナーがある（現在はB・Bブログ内に再掲）。このコラムでB・Bはあえて「職業としてのマスコット」を強く意識した視点からマスコット論を展開しており、その斬新な視点と強いプロ意識に感銘を受け、マスコットに興味を持つようになったというファンも多い。
頭のモヒカンは通常は黒だが、日曜日の出演時はオレンジとしており、また開幕戦や契約更改など「特別な日」には白とし、更にはバイクの展示会でのリーゼントや、アフロヘアーのバージョンで登場する事もあった。
2006年にはB・Bの弟「カビー・ザ・ベアー」（通称カビー）が二軍のマスコットとして登場し、一軍マスコットと連動した二軍専用のマスコットは球界初となった。
マスコット100m競争で優勝するほど、12球団のマスコットキャラクターの中で1番の俊足でもある。
メインマスコット時代は、北海道ローカルのCMにも多数出演していた(野口観光、三菱自動車、書峰社書道、メガネサロンルックなど)。

## 来歴

### 誕生 - 2004年
- 2003年、日本ハムは新マスコットキャラクターのイラストをアメリカのデザイン会社に発注。10月1日から11月14日までの名称一般公募にあたりキャラクターイラストを一般公開した[9]。しかし、いわゆるアメリカ的な「バタ臭い」顔のデザインが酷評を受けた。
- 2003年冬、初代着ぐるみが公開。イラストとは全く違った仕上がりで、その後の球場での活動に伴い徐々に酷評は収まっていった。
- 2003年12月24日 13,848通の応募から[1]、名前が函館市の40代男性の命名で「ブリスキー・ザ・ベアー」（通称「B･B」）に決定、初仕事として札幌駅での北海道日本ハムデザインのリゾート列車「ニセコエクスプレス」の出発式に出席した[10]。その他の候補名はトレイ・ヒルマン監督（当時）とかけた「ヒグマン」を始め「ファイター」や[1]、「ホクト」「マックス」「アンビー」「ハマー」「マイティ」「リッキー」「ダイチ」「カイドー」など。B・B曰く「フルネームよりも愛称（B・B）で呼んでもらいたい」とのことであった。
- 2003年12月31日　CHAGE&ASKAのカウントダウンコンサートに岩本勉と共に出演し、札幌ドーム初登場を果たした。
- 2004年3月 札幌ドームでオープン戦スタート。
- 2004年4月 公式戦スタート。丁寧な試合前後のグリーティングや試合中のパフォーマンスなどで徐々に人気が上昇していく。
- 2004年6月 フジテレビのバラエティ番組「トリビアの泉 〜素晴らしきムダ知識〜」のコーナー「トリビアの種」において、「プロ野球12球団のマスコットで最も足が速いのは誰か」を調べる企画が行われ、B・Bも高崎競馬場で他9球団のマスコット（西武ライオンズのレオと大阪近鉄バファローズのバフィリードは不参加）との100m走に出走してダートながら15秒9の好タイムで他のマスコットに大差をつけ優勝した[11]。2着がハリーホーク（福岡ダイエーホークス）、3着がトラッキー（阪神タイガース）、4着がジャビット（読売ジャイアンツ）、5着がドアラ（中日ドラゴンズ）、6着がマーくん（千葉ロッテマリーンズ）、7着がネッピー（オリックス・ブルーウェーブ）、8着がホッシー（横浜ベイスターズ）、9着がスラィリー（広島東洋カープ）、最下位がつば九郎（ヤクルトスワローズ）の順位となっている。（B・Bはその後、マスコット交流でビジター球場を訪れた際に西武のレオや東北楽天ゴールデンイーグルスのクラッチ及びMr.カラスコにも100m競走を挑み快勝している）
- 2004年8月 マスコットに対して心ないファンによる悪質な嫌がらせが多い事を嘆き、B・Bの公式サイト内「B・Bコラム」にて「マスコットにも人権がある」と訴えた[12]。
- 2004年11月28日 ファン感謝デーで「冬のソナタ」のテーマ曲をキーボードで演奏、トレイ・ヒルマン監督とのセッションも披露した。
- 2004年度の札幌ドームMVP特別賞を受賞した[13]。

### 2005年
- 2005年3月25日 JR札幌駅でグリーティングを行い、この日が初代着ぐるみにとって最後の日となった。
- 2005年3月28日 公式戦スタートと同時に2代目の着ぐるみにリニューアルした。着ぐるみ更新については、後に公式サイト内のコラムで諸事情を公開した。理由は以下の通りである。
  - 1年3ヶ月間に渡る激しい演技のため着ぐるみ（特に鼻、眉毛、内部）がかなり損傷し、2シーズン目への持ち越しが不可能になった。
  - 初代着ぐるみでは目が小さく視界が狭いことから思い切った演技が難しく、安全性やパフォーマンスの幅を広げるために目を大きくする必要があった。
  - より多くのファンに受け入れやすいルックスにするため、リアル過ぎる顔立ちを修正する必要があった。
- 2005年5月6日 第1回日本生命セ・パ交流戦スタート。セ・リーグのマスコットが次々に札幌を訪れる。B・Bもお返しとばかりにセ・リーグの本拠地球場へ出張、またこの日に白モヒカン姿を初披露した。
- 2005年7月2日 東北楽天ゴールデンイーグルス戦（フルキャストスタジアム宮城）に出張、前年の時点では存在していなかったマスコット「クラッチ」との競走が実現した。結果はB・Bの勝利で、「最も足が速い球団マスコット」の座を守った。
- 2005年7月22日・23日 オールスターゲームで実に4年振りとなる12球団マスコット全員集合が実現する。B・B自身も白モヒカンで登場した。
- 2005年11月27日　ファン感謝デーで再度ヒルマン監督とのセッションを披露し、ビリー・ジョエルの「ピアノマン」と松山千春の「大空と大地の中で」を伴奏した。「大空と大地の中で」はヒルマン監督が日本語で歌い上げ喝采を浴びたが、この曲を歌うようヒルマン監督に勧め、また歌詞の指導をしたのはB・Bであった。

### 2006年
- 2006年1月　それまで不評だったイラストが変更となった。新イラストはいわゆる「バタ臭さ」が一掃され、2代目着ぐるみに忠実で爽やかなタイプに一新した。
- 2006年2月12日　札幌国際スキーマラソン5kmの部に出場し一般スキーヤーに混じって滑り、29分26秒10の好タイムで383人中2位でゴールし、準優勝となった。B・Bいわく「前に誰もいなかったので、1位だと思った」と悔しがった。
- 2006年4月5日　東京ドームでの試合後、バク宙の踏み切りの際左足脹脛を肉離れした。全治3ヶ月の重傷と診断されるが、翌日には松葉杖をついて登場している。結局その後も一切の試合・イベントを欠かすことなく出場し続けた。尚、7月4日の試合からはバク転等のアクロバットを復活させている。
- 2006年9月27日 ファイターズのパ・リーグ1位通過が決定、試合後にヒルマン監督が挨拶中、選手やスタッフと共に、B･Bへの感謝をコメントする異例の計らいを行った。
- 2006年10月よりホクレン農業協同組合連合会の「米チェン」キャンペーンのテレビCM（北海道ローカル）にコンサドーレ札幌のマスコット「ドーレくん」とともに出演した。
- 2006年10月21日～10月26日　日本シリーズ・ファイターズ対中日ドラゴンズでは初となる完全な形でのマスコット交流を実施。B・Bはナゴヤドームに出張し、2戦目のヒーローとなった金子誠選手をお立ち台で祝福した。札幌ドームでは出張してきた中日のマスコットドアラとパフォーマンスを披露した。
- 2006年11月23日　長居第2陸上競技場でのJリーグ・セレッソ大阪vs名古屋グランパスエイト戦にゲストとして登場した（セレッソは、ファイターズの親会社の日本ハムがユニフォームスポンサーなので）。
- 2006年12月27日　マスコット史上初の複数年となる2年契約に合意、年俸はB・B本人によると「二軍選手以上、一軍半未満」とのこと。

### 2007年
- 2007年1月2日からは3代目着ぐるみへとリニューアルされ、よりイラストに忠実で、ちょっぴりイケメン度を増した（?）顔つきになった。
- 2月12日　札幌国際スキーマラソン10kmの部に出場し、49分50秒6のタイムでゴール。スタートダッシュに成功し、702人中14位の好成績だったものの、B・B本人が目標としていた10位以内には届かず、「登りがきつく、しんどかった。来年雪辱したい」とのコメントを残す。
- 3月24日の千葉ロッテマリーンズとの開幕戦で、雨天中断時にビジターながらベースランニングとヘッドスライディングを敢行、諸積兼司引退後、諸積のあとを継ぐ選手の出現をマリーンズに促した。さらに直後、マーくんを乗せた軽トラックを運転、車の運転も出来ることを証明して見せた。
- この年の4月から、コンビニエンスストアチェーン大手のローソンのテレビCM（北海道ローカル）に出演。
- 5月18日の田中幸雄の2000本安打達成時には田中幸にもっと現役を続けてほしいという願いを込めて（？）「3000本安打まであと1000本」というパネルを用意していたが、この日は田中幸がさらに2安打を上乗せしたため手書きで「あと998本」と訂正してから試合後に掲げた。
- 8月には北海道テレビ放送（HTB）のキャラクターOnちゃんとのコラボグッズ「Bon☆BonTシャツ」を発売した。
- 12月28日　球団事務所で契約更改交渉を行う（前年に複数年契約を結んでいるため、今回はサインのみ）。記者会見の席上で、年間観客動員200万人突破（2007年は183万3054人）と、1試合の観客が4万人を超える試合を12試合（2007年は9試合）の2つを、2008年の目標として発表した。達成されれば、2009年の札幌国際スキーマラソンで25kmの部に出場することを公約した。なお、大会最長距離の50kmの部への参加は口が開かず水分補給に難があるため、「死んじゃう。勘弁して」とのこと。

### 2008年
- 2008年2月10日　札幌国際スキーマラソン10kmの部に出場し、45分5秒6のタイムで、585人中6位の自己ベストの成績でゴールした。事前にコースを3回試走して、ワックス等を準備していたとのこと。「メチャクチャきつくて周りからの応援に反応する余裕がなかった」とのコメントを残す。
- 7月26日　ミズノアドバイザリープロスタッフに就任。札幌ドームで調印式を行った。B・Bがパフォーマンス時に使用するバットとグラブがミズノ製となった。契約金額はサケ一年分。
- 12月15日　札幌グランドホテルに於いて、球界マスコット初となる単独でのディナーショーを開催。サプライズ演出としてピアノの弾き語りをし、歌声を披露した[14]（「インコや九官鳥に出来るなら熊にもできるはず」とのこと）。観客の前で声を出すという、いわゆるマスコットのタブーとされるものの1つを、コラムに続いて破ったかたちとなった。
- 12月26日 球団事務所にて契約更改。今後の目標に「（現在は藻岩山に勝手に住んでいるため）ドームに通える場所に永住の地が欲しい」「自分で作詞作曲してCDを出し、札幌ドームで歌いたい」を掲げた。

### 2009年
- 2009年2月8日　札幌国際スキーマラソン10kmの部に出場し、45分56秒5のタイムで、597人中11位の成績でゴールした。前年を上回る「45分以内・5位以内」という目標を掲げて練習に励んだが、記録更新はできなかった。B・Bは「新雪に突っ込んで5、6回転んでしまった。あれがなければもっと良かったはず。去年は途中で休んだりしたけど、今年はノンストップで行けた。持久力が上がっている。来年は特注ゴーグルとか、対策をいろいろ考える」とのコメントを残した。
- 3月6日　写真集『B・B Photo Book RUN』発売。 - ISBN 9784894534957
- 5月1日　埼玉西武ライオンズ戦（札幌ドーム）で開催されたイベント「ファミリーシリーズ～さくらまつり～」に合わせて、ピンク色のモヒカンを初披露した。以降、このピンクモヒカンは、212物語のロケや（桜並木があったり、芝桜の咲く町を訪問）、ピンクリボンデーに開催された広島東洋カープ戦（MAZDA Zoom-Zoom スタジアム広島）でも使用されている。
- 5月5日　対ロッテ戦で雨天中断中にベンチ内で雨の慕情のパフォーマンス、コールド宣告後にはロッテのマスコット、COOLとベースランニングを披露、翌日にはボルボを運転する。
- 6月23日　札幌市食育特別大使第1号に任命された。
- 7月23日・7月24日　札幌ドームで開催されたフレッシュオールスターゲーム及びマツダオールスターゲームに於いて、マスコットの出場イベントを全面的に企画・立案、プロデュースし、当日は進行役も務めた。
- 10月10日 シーズン最終戦で、試合前にピアノ（キーボード）で国歌を演奏。
- 11月18日 プロ野球コンベンション2009で、球界の発展に寄与したとして日本野球機構スタッフ部門賞に選出・表彰を受ける。
- 12月13日 212物語の映像をまとめたDVDを発売した。

### 2010年
- 1月24日 帯広で行われたミルク＆ナチュラルチーズフェア2010にゲスト出演。料理の腕前を披露した。（この日のメニューはオムレツだった。）
- 2010年2月8日　大通公園フロンティアコースでクロスカントリースキーのタイムトライアルに後述する札幌国際スキーマラソン出場に向けたアピールを兼ねて出場し、150メートルのコースで41秒の成績でゴールした。
- 2月14日　札幌国際スキーマラソン25kmの部に出場し、1時間52分41秒0のタイムで533人中115位の成績でゴールした。今年の目標は順位やタイムではなく、「生きて完走する。」だった。

### 2011年
- 2月13日　札幌国際スキーマラソン3kmの部に出場し、15分15秒1のタイムで141人中2位の成績でゴールした。ゴール後には表彰プレゼンターも務めた。

### 2012年
- 2月5日　札幌国際スキーマラソン10kmの部に出場し、40分57秒3の自己ベストタイムで442人中4位の成績でゴールした。ゴール後には表彰プレゼンターも務めた。
- 11月23日　札幌ドームで行われたファンフェスティバルで、幼馴染みのポリーポラリスがマスコットとしてデビュー。
- 11月24日　札幌市内で行われた優勝パレードに参加した。

### 2013年
- 2月3日　札幌国際スキーマラソン10kmの部に出場し、前年を上回る37分48秒4の自己ベストタイムで463人中8位の成績でゴールした。

### 2014年
- 2月2日　札幌国際スキーマラソン10kmの部に出場し、53分23秒0でゴールした。
- 「レジェンドシリーズ2014」で、東京時代のマスコットだったギョロタン・ファイティーが限定で復帰、2人と共演した。

### 2015年
- 2月1日　札幌国際スキーマラソン10kmの部に出場し、49分06秒8でゴールした。
- 8月の札幌市内ロケで「212物語」の撮影が終了、球団北海道移転当時の212市町村全てへの訪問が完了した。
- 「レジェンドシリーズ2015」で、東京時代のマスコットだったギョロタン・ファイティーが限定で復帰、昨年に続き2人と共演した。
- 8月27日、札幌ドームでの埼玉西武ライオンズ戦で出場試合1000試合を達成[15]。達成時点でホーム833試合、ビジター167試合に出場した。

### 2016年
- 2月7日　札幌国際スキーマラソン10kmの部に出場し、51分07秒4でゴールした。

### 2017年
- 2月5日　札幌国際スキーマラソン10kmの部に出場し、49分36秒0でゴールした。

### 2018年
- 2018年よりメインマスコットの座をフレップ・ザ・フォックス（以下・フレップ）に譲り、自身は2018年に北海道150年事業にも参画し「みらい大志」に就任、今後は道内での地域貢献に携わることとなった。
- 2月4日　札幌国際スキーマラソン10kmの部に出場し、50分22秒3でゴールした。

### 2019年
- 4月1日「The HOME」と称して、特定自治体を対象に1年間継続的な活動を行う新たな地域貢献プロジェクトを開始。初年度は今金町、大樹町、斜里町の3町を対象に活動を実施。
- 5月26日・27日の両日、負傷したフレップに代わってメットライフドームへ登場[16]し、ファンとの交流を行なった。フレップの復帰まで、ポリーと共に今後ホーム・ビジター含めて数試合追加出演した。7月12日・13日には、マイナビオールスターゲームにも東京ドーム・甲子園球場ともども久しぶりに登場し、こちらもファンとの交流を深めた。
- 7月19日　ブログ「The HOME〜B☆Bみらい大志Diary〜」掲載開始。以後、地域活動のレポートを中心にほぼ毎日更新。

### 2020年
- 4月1日　「The HOME」2年目として、浦河町で活動を開始。「浦河町特別アドバイザー」として「馬文化の発信」などのミッションを請け負い、浦河町内のJRA日高育成牧場などで乗馬の練習を開始。

### 2021年
- 4月1日　コロナ禍で活動に制限のあった関係で、浦河町での活動を1年延長。引き続き乗馬の腕を磨き、飛越競技をこなすまでに上達。
- 7月4日　浦河町夏季町民乗馬大会に出場。低障害飛越競技にエントリーして3位の成績を収める。
- 10月31日　浦河町秋季町民乗馬大会に出場し、「JRA杯障害飛越競技 H90cm以下」にエントリー。本番は途中落馬で失権したものの、オープン参加で再度挑戦して完走。
- 11月14日 『マジカパーティ』第33話にゲスト出演し、テレビアニメへのデビューを果たす。ポリーポラリス、カビー・ザ・ベアー、フレップ・ザ・フォックスら他のパ・リーグマスコットも登場している。

### 2022年
- 4月1日　2年間にわたる浦河町での活動を終了。新年度からは、雨竜町、芽室町、中標津町の3町を対象に「The HOME」の活動を開始。

## 表彰
- 札幌ドームMVP特別賞：1回（野球部門：2004年）
- 日本野球機構スタッフ部門賞：１回（プロ野球コンベンション2009）